# Tommy Bergersen
Tommy Bergersen (Mo i Rana, 16 ottobre 1972) è un allenatore di calcio ed ex calciatore norvegese, di ruolo centrocampista.

## Carriera

### Giocatore

#### Club
Bergersen iniziò la carriera con la maglia del Bryne. Nel 1994 passò al Lyn Oslo, per cui esordì il 16 aprile 1994: giocò l'incontro con lo Strindheim, terminato 2-2 (con un suo gol).
Vestì poi le casacche del Viking e del Bodø/Glimt. Nel 2002, lasciò la Norvegia per trasferirsi in Svezia, nel GIF Sundsvall. Il 7 aprile debuttò nella Allsvenskan, nella vittoria per 1-0 in casa dell'Halmstad. Il 22 aprile segnò le prime reti, essendo autore di una doppietta nel 2-2 contro il Landskrona BoIS.
Nel 2005 tornò al Bryne, dove chiuse la carriera l'anno dopo.

#### Nazionale
Bergersen giocò 2 partite per la Norvegia under 21.

### Allenatore
Nel 2007, diventò allenatore dell'Ålgård. A novembre 2009 tornò al Bryne, in veste di allenatore. Il 12 giugno 2014, tornò ad allenare l'Ålgård.